# Cabeza de Framontanos

Localização de Cabeza de Framontanos

Cabeza de Framontanos é uma localidade da Espanha na província de Salamanca, comunidade autónoma de Castela e Leão, com população de 112 habitantes (2007).